# Germanes Serrano
Josefina i Amparo Serrano, conegudes artísticament com a les Germanes Serrano, van ésser pioneres del disc català amb temes musicals moderns en enregistrar l'any 1958 el disc Hermanas Serrano cantan en catalán los éxitos internacionales, EP que recull els temes "Mandolino de Texas", "Tschi bam","Cançó amb sordina"i "Besa'm tres vegades"
L'any 1963 enregistren un segon EP de característiques similars amb cançons com "Recordem sempre", "Ting Tung" (de Sacha Distel) o "Sense tu" (d'Adriano Celentano).